# Ashland County, Ohio
Ashland County är ett administrativt område i delstaten Ohio, USA. År 2010 hade countyt 53 139 invånare.  Den administrativa huvudorten (county seat) är Ashland. 

## Geografi
Enligt United States Census Bureau har countyt en total area på 1 106 km². 1 100 km² av den arean är land och 6 km² är vatten. 

### Angränsande countyn
- Lorain County - nord
- Medina County - nordost
- Wayne County - öst
- Holmes County - sydost
- Knox County - sydväst
- Richland County - väst
- Huron County - nordväst